# جاگرنات (شخصیت کمیک)
جاگرنات (به انگلیسی: Juggernaut) با نام اصلی کین مارکو، یک شخصیت خیالی ابرشرور در کتاب‌های کامیک آمریکایی منتشر شده توسط مارول کامیکس است؛ و توسط نویسنده استن لی و طراح جک کربی خلق شده‌است. او برای اولین بار، در شمارهٔ ۱۲ مردان-ایکس در ژوئیه ۱۹۶۵ معرفی شد. او برادر ناتنی پروفسور ایکس است.
وینی جونز نقش منهدم کننده را در فیلم مردان ایکس: آخرین ایستادگی (۲۰۰۶) ایفا کرده‌است، و همچنین رایان رینولدز در فیلم ددپول ۲ (۲۰۱۸) کار ضبط حرکت و صداپیشگی این شخصیت را به صورت سی‌جی‌آی بر عهده داشت.